# Prince Randian
Prince Randian (Demerara, 12 de outubro de 1874 - Nova Iorque, 19 de dezembro de 1934) foi um homem que nasceu sem pernas e braços, que se tornou uma notória atração em circos do tipo show de aberrações. Em 1932, ele participou do filme Freaks.